# 齐灵 (艾奥瓦州)
齐灵（Zearing, Iowa）是美国艾奥瓦州斯托里縣下轄的一个城市。2010年人口统计为554人。